# Acquoy
Acquoy (IPA: [ˈɑkoːi̯]) falu Hollandia Gelderland tartományában. West Betuwe község része, Gorinchemtől körülbelül 12 km-re keletre fekszik. 
2001-ben Acquoy falunak 278 lakosa volt. A község beépített 790 hektáros területén 115 lakóhelyet tartottak számon. „Acquoy” statisztikai területén, amely magában foglalja a falu periférikus részeit és a környező vidéket is, körülbelül 520 fő élt. 2006 januárjában Acquoynak 617 lakosa volt.

## Fekvése
Acquoy a Linge folyó régi kanyarulatánál található, amelyet eltereltek, így manapság a folyó egy U alakú zsákutcánál fekszik. A falu jellegzetes, hosszan, a folyóval párhuzamosan futó formáját azért kapta, mert régen a Linge gátjára, vagy közvetlenül mögé építették házaikat.

## Neve eredete
Az Acquoy nevet 1311-ből származó írásokban némi bizonytalanság van abban, honnan is származik a név. Egyesek azt mondják, hogy a germán „agaza” = „szarka” és az „ooi”= „alacsony ázott föld” szókból származik. Az 'Ooi' más nevekben is megtalálható; Wadenoijen, Poederoyen és Ammerzoden (=Ammerzoyen). Ugyanezen elmélet szerint a „Rhenoy” név a „Rhenus” (=Rijn, Rajna folyó) kombinációja, amelyet ismét az „ooi” követ. Mások rámutatnak, hogy Acquoyt a régi írások Eckoyként vagy Echoyként említik, ami azt jelentené, hogy Akko vagy Ekko lord alföldje volt. Ennek fríznek kellett volna lennie, de ez nagyon bizonytalan.

## Története
A népi legenda szerint Jan van Arkel volt az első, aki 1133-ban visszatért a keresztes hadjáratból a falujába. Ez azonban nagyon valószínűtlen, mert az 1133 körüli időszakban nem voltak
keresztes háborúk. Az első keresztes hadjárat 1096–99, a második 1147–49 között zajlott. Egyes források szerint az említett Jan van Arkel valójában I. Arkel János volt. Azonban ő egy évszázaddal később élt, és a „de Sterke” ragadványnevet viselte, ami azt jelenti, hogy „az Erős”.
1305-ben Acquoyt Voorne urai birtokának részeként említik. 1364-ben Catherina van Voornenburgh tíz évre bérbe adta házát Acquoy fellegvárával együtt Otto van Arkelnek, aki azokat később meg is vásárolta. Ettől a pillanattól kezdve Acquoy, akárcsak Arkel és Gellicum, Arkel Lordságához tartozott. Miután Acquoy többször gazdát cserélt, Floris van Egmond, Buren grófja vásárolta meg 1513-ban.

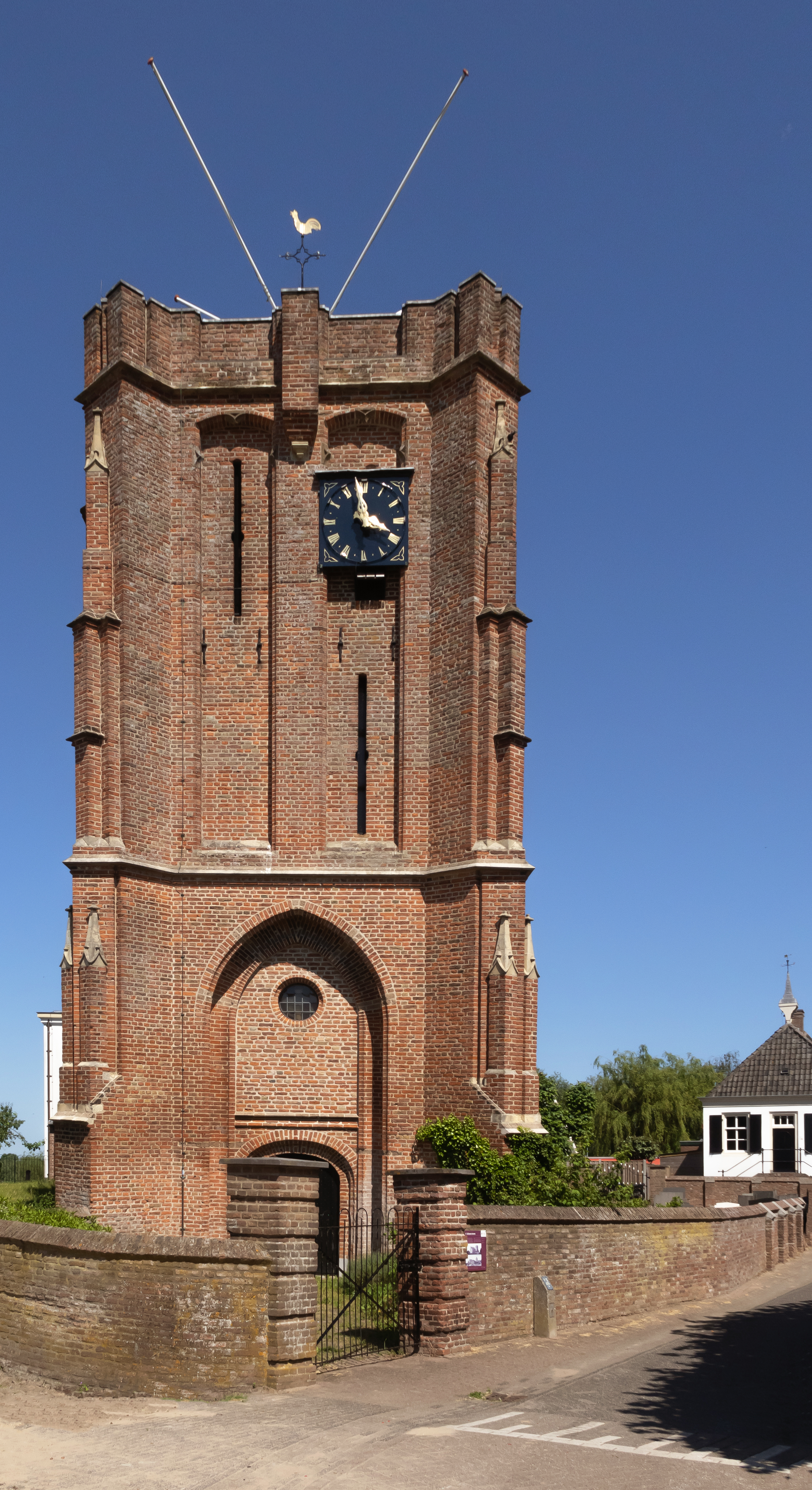
A református templom tornya

I. Vilmos orániai herceg és Floris van Egmond unokájával, Anna van Egmonddal 1551-ben kötött házassága révén Acquoy Leerdammal együtt a Orániai-ház tulajdonába került, és Holland megye része lett. Acquoy megyét annak idején bárósággá tették. 1795-ig az Orániaiak tulajdona maradt, amikor is Leerdammal együtt Hollandia részévé vált. Ekkor az Acquoy báró cím eltűnt. Ez azonban a helyi lakosság tiltakozása nélkül történt. 1820-ban Gelderland tartományhoz csatolták, Beesd község részeként. Az amszterdami Nieuwe Kerkben ma is megtekinthető az Acquoy bárók pajzsa.

## Híres szülöttje
- Acquoy Cornelius Jansen Ypres (Ieper) püspökének szülőhelyeként szerepel, akinek teológiai nézetei hívták életre a janzenizmus mozgalmat.

## Fordítás
Ez a szócikk részben vagy egészben  az   Acquoy című angol Wikipédia-szócikk ezen változatának fordításán alapul.  Az eredeti cikk szerkesztőit annak laptörténete sorolja fel. Ez a jelzés csupán a megfogalmazás eredetét és a szerzői jogokat jelzi, nem szolgál a cikkben szereplő információk forrásmegjelöléseként.